# 伊利基夫齊 (捷奧菲波利區)
49°47′40″N 26°18′1″E / 49.79444°N 26.30028°E
伊利基夫齊（烏克蘭語：Ільківці）是位於烏克蘭西部的村莊，由赫梅利尼茨基州裡赫梅利尼茨基區的泰奧菲波爾市鎮負責管轄。該村始建於1552年，面積0.85平方公里，海拔高度299米，2001年人口318，人口密度每平方公里347.4人。